# Frederik 3. af Slesvig-Holsten-Gottorp
Frederik 3., Hertug af Slesvig-Holsten-Gottorp (22. december 1597 – 10. august 1659) var hertug i de gottorpske dele af hertugdømmerne Slesvig og Holsten fra 1616 til 1659. Han var søn af Hertug Johan Adolf af Slesvig-Holsten-Gottorp og Augusta af Danmark.
Hertug Frederik 3. var interesseret i kunst og videnskab. Han engagerede maleren Jürgen Ovens fra Tønning, som blev mester for malerier af den gottorpske hertugfamilie og den danske kongefamilie. Under ledelse af akademikeren Adam Olearius blev der opbygget et kunstkammer og slotsbiblioteket blev udbygget. I årene 1655 – 57 konstrueredes den gottorpske kæmpeglobus, som fandt plads i den nyanlagte barokke slotshave. Hertughoffet blev et centrum for kunst og kultur. 
I 1621 grundlagde han efter Lykstads forbillede Frederiksstad ved Ejdermundingen. I 1625 gik medhertugen kong Christian 4. ind i Trediveårskrigen. Frederik 3. var forpligtet til at deltage på kongens side. Efter kongens og medhertugens nederlag tegnede der sig et voksende modsætningsforhold mellem de to hertuger. Gottorperne tog Sveriges parti i de dansk-svenske konflikter og vandt for en kort tid suverænitet over de gottorpske dele af Hertugdømmet Slesvig, som egentlig var et dansk len. Hertugdømmet Holsten forblev som tysk len.
Han blev efterfulgt som hertug af sin søn Christian Albrecht.

## Ægteskab og børn
Hertug Frederik giftede sig den 21. februar 1630 i Dresden med Marie Elisabeth af Sachsen (1610–1684), datter af kurfyrst Johan Georg 1. af Sachsen og Magdalena Sibylla af Brandenburg. I ægteskabet blev der født 16 børn:
| Navn                           | Født                           | Død                            | Bemærkninger                                                                                       |
| Med Marie Elisabeth af Sachsen | Med Marie Elisabeth af Sachsen | Med Marie Elisabeth af Sachsen | Med Marie Elisabeth af Sachsen                                                                     |
| ------------------------------ | ------------------------------ | ------------------------------ | -------------------------------------------------------------------------------------------------- |
| Sophie Auguste                 | 5. december 1630               | 12. december 1680              | Gift 16. september 1649 med Fyrst Johan 6. af Anhalt-Zerbst                                        |
| Magdalene Sibylle              | 14. november 1631              | 22. september 1719             | Gift 28. december 1654 med Hertug Gustav Adolf af Mecklenburg-Güstrow                              |
| Johan Adolf                    | 29. september 1632             | 19. november 1633              | |
| Marie Elisabeth                | 6. juni 1634                   | 17. juni 1665                  | Gift 24. november 1650 med Landgrev Ludvig 6. af Hessen-Darmstadt                                  |
| Frederik                       | 17. juli 1635                  | 12. august 1654                | |
| Hedvig Eleonora                | 23. oktober 1636               | 24. november 1715              | Gift 24. oktober 1654 med Kong Karl 10. Gustav af Sverige                                          |
| Adolf Gustav                   | 1. september 1637              | 20. november 1637              | |
| Johan Georg                    | 8. august 1638                 | 25. november 1655              | |
| Anna Dorothea                  | 13. februar 1640               | 13. maj 1713                   | |
| Christian Albrecht             | 3. februar 1641                | 6. januar 1695                 | Hertug af Slesvig-Holsten-Gottorp 1659–1695 Gift 24. oktober 1667 med Frederikke Amalie af Danmark |
| Gustav Ulrik                   | 16. marts 1642                 | 23. oktober 1642               | |
| Christine Sabine               | 11. juli 1643                  | 20. marts 1644                 | |
| August Frederik                | 6. maj 1646                    | 2. oktober 1705                | Fyrstbiskop af Lübeck 1666–1705 Gift 21. juni 1676 med Christine af Sachsen-Weissenfels            |
| Adolf                          | 24. august 1647                | 27. december 1647              | |
| Elisabeth Sofie                | 24. august 1647                | 16. november 1647              | |
| Augusta Maria                  | 6. februar 1649                | 25. april 1728                 | Gift 15. maj 1670 med Markgrev Frederik 7. af Baden-Durlach                                        |